# Svjetsko prvenstvo u nogometu – Brazil 1950.
Svjetsko prvenstvo u nogometu 1950. godine četvrto je izdanje toga natjecanja, a održavalo se od 24. lipnja do 16. srpnja 1950. u Brazilu. Ovo svjetsko prvenstvo prvo je nakon dvanaest godina stanke prouzrokovane Drugim svjetskim ratom. Brazil je izabran za domaćina u srpnju 1946. godine. Na ovome turniru po prvi put pehar dodijeljen pobjedniku turnira nazvao Trofejem Julesa Rimeta obilježavajući 25. godinu Rimetovog predsjedništva FIFA-om. Pobjednik turnira bio je Urugvaj koji je time vratio titulu izborenu 1930. godine na prvom izdanju turnira pobijedivši Brazil u posljednjoj utakmici završne skupine (ovo je jedino izdanje svjetskih prvenstava u kojemu se nije igralo klasično finale od jedne utakmice). Dogodila su se dva posve neočekivana rezultata; Urugvaj je preokrenuo rezultatski minus protiv Brazila i osvojio titulu, a SAD nadvisio Englesku.

## Pozadina natjecanja
Zbog Drugog svjetskog rata, svjetska prvenstva nisu se održavala od Prvenstva u Francuskoj 1938. godine. Prvenstva predviđena 1942. i 1946. godine jednostavno su otkazana. FIFA je odmah po završetku rata pokrenula inicijativu da se svjetska prvenstva ožive. Pošto je Europa bila pod ruševinama, FIFA je imala problema u nalaženju države zainteresirane za domaćinstvo svjetskoga prvenstva, prvenstveno zbog nemogućnosti da se novac troši na sportska natjecanja, kao i mišljenja većine vlada da održavanje sportske manifestacije neposredno nakon rata nije primjereno. Iako je FIFA planirala održati ovo prvenstvo 1949. godine, Brazil je u svojoj kandidaturi 1946. godine predložio da se natjecanje održi 1950. godine. Uz Brazil, jedini konkurent bila je Njemačka, koja je ujedno konkurirala Brazilu i za nikada održano SP 1942. godine. Zbog toga što su se prethodna dva prvenstva održala na europskom tlu, FIFA je bez dužeg razmišljanja ponovno odlučila dati priliku Južnoj Americi nakon što je Brazil odlučio biti domaćinom.

## Kvalifikacije
Nakon osiguranoga domaćina natjecanja, FIFA se i dalje morala potruditi da nagovori države da šalju svoje reprezentacije na natjecanje. Italija je bila zainteresirana da brani svoju titulu od prije dvanaest godina i posljednjeg svjetskog prvenstva, no teško stanje u državi, kao i u čitavoj Europi, odgovorilo je igrače od nastupa. No, nakon što je navodno FIFA Talijanima nadoknadila sve putne troškove, pristali su otputovati u daleki Brazil.
Za razliku od Italije i Austrije, dvije vrlo uspješne predratne reprezentacije, koje nisu bile predmet FIFA-inih sankcija, Japanu i okupiranoj Njemačkoj nastupanje u kvalifikacijama bilo je zabranjeno. No, reprezentaciji Saarlanda nastupanje je bilo dozvoljeno iako su bili pod francuskom okupacijom i usprkos tomu što Nogometni savez Zapadne Njemačke nije ponovno pokrenut.
Reprezentacijama Ujedinjenoga Kraljevstva također je bilo dopušteno natjecanje nakon što su se vratile pod okrilje FIFA-e poslije sedamnaestogodišnjega izbivanja. Odlučeno je da će se koristiti British Home Championship, turnir s četiri reprezentacije od koje bi dvije najbolje dobile pravo nastupanja na kvalifikacijama. Prvoplasirani su bili Englezi, a drugoplasirani Škoti, no ovi potonji su odbili nastupiti razočarani time što nisu najbolja britanska reprezentacija.
Indijci su odustali od natjecanja jer im FIFA nije dopustila da nastupaju bosonogi. Uz Indiju, odustala je i Turska, a kao zamjene pozvane su Francuska i Portugal, no obje reprezentacije su na kraju odbile taj poziv. U početku je Francuska pristala nastupiti, no kada je saznala da će odigrati dvije utakmice u gradovima međusobno udaljenima tri tisuće kilometara poslala je FIFA-i negativan odgovor. Na kraju, samo 13 momčadi je ostalo u glavnome turniru za razliku od predviđenih 16, baš kao i na prvome izdanju Svjetskoga prvenstva, onoga 1930. godine.

## Tijek natjecanja
Prvotna ideja bila je da se natjecanje održi sa šesnaest momčadi podijeljene u četiri skupine, a da pobjednici skupina idu u završnu skupinu čiji bi pobjednik bio ujedno i svjetski prvak. No, zbog odbijenica nekih reprezentacija nastupilo je samo trinaest momčadi u glavnom turniru, što je za posljedicu imalo da samo dvije skupine imaju četiri momčadi, jedna tri reprezentacije, a jedna skupina imala je samo dvije reprezentacije. Pošto je Brazil veličinom dominantna država na južnoameričkom kontinentu, većina je reprezentacija morale putovati i po nekoliko stotina, čak i tisuća kilometara da bi mogle odigrati utakmice. Jedino je Brazil bio u povlaštenom položaju jer je igrao u Rio de Janeiru i relativno bliskom São Paulu.
Kombinirana momčad Velike Britanije nedugo prije Prvenstva pobijedila je izabranu vrstu Europe s visokih 6-1 na domaćem terenu u Engleskoj te ušla u natjecanje kao jedan od favorita. No, nakon šokantnih poraza od Amerikanaca i Španjolaca od po 1-0, Englezi su ispali iz daljnjega natjecanja. Kada se rezultat o porazu protiv SAD-a pojavio u engleskim novinama, većina je stanovnika vjerovala da se radi o tiskarskoj grešci.

### Završna skupina
U završnoj skupini našla su se četiri pobjednika svojih skupina; Brazil, Španjolska, Švedska i Urugvaj, koji je nastupio po prvi put nakon prvoga svjetskoga prvenstva. Svjetski prvak postala bi ona reprezentacija koja bi završila na vrhu završne skupine poslije tri odigrane utakmice (igrao je svatko sa svakim jednom). Svih šest utakmica odigrane su u Rio de Janeiru na stadionu Maracanã i São Paulu (Brazil je odigrao sve svoje utakmice na Maracani, a utakmice bez Brazila održavane su u São Paulu).
Brazilci su pomeli svoja prva dva protivnika. Bilo je 7-1 protiv Šveđana i 6-1 protiv Španjolaca. Prije odlučujuće utakmice protiv Urugvaja Brazil je bio prvi s četiri boda i impresivnom gol-razlikom od 13-2, dok je Urugvaj bio samo jedan bod iza (za pobjedu su se tada davala dva boda). 16. srpnja 1950. godine dogodio se povijesni spektakl nazvan Maracanazo, utakmica odigrana pred službeno 199.954 gledatelja (dok procjene govore i do 215.000) na stadionu Maracanã. Domaćin Brazil morao je odigrati barem neodlučeno i prvenstvo bi bilo njihovo. Uistinu, činilo se da će Brazil osvojiti prvenstvo nakon vodstva u 47. minuti zahvaljujući golu Friaçe. No, Urugvaj je uspio izjednačiti, a jedanaest minuta prije kraja i povesti zahvaljujući golu Alcidesa Ghiggije. Urugvaj je uspio sačuvati vodstvo do kraja utakmice te tako postao svjetski prvak po drugi put u svom drugom nastupu na svjetskim prvenstvima (bojkotirao je dva natjecanja u Europi).
Prosječan broj gledatelja po utakmici bio je rekordnih 61.000, pri čemu je pomoglo osam utakmica odigranih na novoizgrađenoj Maracani koja je mogla primiti 200.000 gledatelja. Ovaj rekord ostao je nedirnut do Prvenstva u SAD-u 1994. godine. Ne računajući utakmice na Maracani, prosječan broj gledatelja bio je i dalje impresivnih 37.500. Takav prosjek dizale su utakmice u São Paulu, dok je u ostalim gradovima broj gledatelja bio poprilično nizak.

## Sve utakmice

### Skupina 1
| Momčad      | Bod. | Uta. | Pob. | Izj. | Por. | PoG. | PrG. |
| ----------- | ---- | ---- | ---- | ---- | ---- | ---- | ---- |
| Brazil      | 5    | 3    | 2    | 1    | 0    | 8    | 2    |
| Jugoslavija | 4    | 3    | 2    | 0    | 1    | 7    | 3    |
| Švicarska   | 3    | 3    | 1    | 1    | 1    | 4    | 6    |
| Meksiko     | 0    | 3    | 0    | 0    | 3    | 2    | 10   |

- 24. lipnja: Brazil – Meksiko 4:0 (1:0)
- 25. lipnja: Jugoslavija – Švicarska 3:0 (1:0)
- 28. lipnja: Brazil – Švicarska 2:2 (2:1)
- 28. lipnja: Jugoslavija – Meksiko 4:1 (2:0)
- 1. srpnja: Brazil – Jugoslavija 2:0 (1:0)
- 2. srpnja: Švicarska – Meksiko 2:1 (2:0)

### Skupina 2
| Momčad     | Bod. | Uta. | Pob. | Izj. | Por. | PoG. | PrG. |
| ---------- | ---- | ---- | ---- | ---- | ---- | ---- | ---- |
| Španjolska | 6    | 3    | 3    | 0    | 0    | 6    | 1    |
| Engleska   | 2    | 3    | 1    | 0    | 2    | 2    | 2    |
| Čile       | 2    | 3    | 1    | 0    | 2    | 5    | 6    |
| SAD        | 2    | 3    | 1    | 0    | 2    | 4    | 8    |

- 25. lipnja: Engleska – Čile 2:0 (1:0)
- 25. lipnja: Španjolska – SAD 3:1 (0:1)
- 29. lipnja: Španjolska – Čile 2:0 (2:0)
- 29. lipnja: SAD – Engleska 1:0 (1:0)
- 2. srpnja: Španjolska – Engleska 1:0 (0:0)
- 2. srpnja: Čile – SAD 5:2 (2:0)

### Skupina 3
| Momčad   | Bod. | Uta. | Pob. | Izj. | Por. | PoG. | PrG. |
| -------- | ---- | ---- | ---- | ---- | ---- | ---- | ---- |
| Švedska  | 3    | 2    | 1    | 1    | 0    | 5    | 4    |
| Italija  | 2    | 2    | 1    | 0    | 1    | 4    | 3    |
| Paragvaj | 1    | 2    | 0    | 1    | 1    | 2    | 4    |

- 25. lipnja: Švedska – Italija 3:2 (1:1)
- 29. lipnja: Švedska – Paragvaj 2:2 (2:1)
- 2. srpnja: Italija – Paragvaj 2:0 (1:0)

Napomena: Indija se povukla iz natjecanja jer njenim igračima FIFA nije dozvolila igranje bez obuće.

### Skupina 4
| Momčad   | Bod. | Uta. | Pob. | Izj. | Por. | PoG. | PrG. |
| -------- | ---- | ---- | ---- | ---- | ---- | ---- | ---- |
| Urugvaj  | 2    | 1    | 1    | 0    | 0    | 8    | 0    |
| Bolivija | 0    | 1    | 0    | 0    | 1    | 0    | 8    |

- 2. srpnja: Urugvaj – Bolivija 8:0 (4:0)

Napomena: Turska i Škotska su se povukli, a Francuska i Portugal odbili nastupiti kao zamjenske reprezentacije.

### Finalna skupina
| Momčad     | Uta. | Pob. | Izj. | Por. | PoG. | PrG. | Bod. |
| ---------- | ---- | ---- | ---- | ---- | ---- | ---- | ---- |
| Urugvaj    | 3    | 2    | 1    | 0    | 7    | 5    | 5    |
| Brazil     | 3    | 2    | 0    | 1    | 14   | 4    | 4    |
| Švedska    | 3    | 1    | 0    | 2    | 6    | 11   | 2    |
| Španjolska | 3    | 0    | 1    | 2    | 4    | 11   | 1    |

| 9. srpnja 1950. 15:00 (UTC-3)                   |                 |                      |                                                                                              |
| Brazil                                          | 7 – 1           | Švedska              | Estádio do Maracanã, Rio de Janeiro Broj gledatelja: ~138,000 Sudac: Arthur Ellis (Engleska) |
| Ademir 17' 37' 51' 59' Chico 39' 87' Maneca 85' | {{{izvještaj}}} | Andersson 67' (pen.) | Estádio do Maracanã, Rio de Janeiro Broj gledatelja: ~138,000 Sudac: Arthur Ellis (Engleska) |

| 9. srpnja 1950. 15:00 (UTC-3) |                 |                |                                                                                           |
| Urugvaj                       | 2 – 2           | Španjolska     | Estádio do Pacaembu, São Paulo Broj gledatelja: ~44,000 Sudac: Benjamin Griffiths (Wales) |
| Ghiggia 27' Varela 72'        | {{{izvještaj}}} | Basora 39' 41' | Estádio do Pacaembu, São Paulo Broj gledatelja: ~44,000 Sudac: Benjamin Griffiths (Wales) |

| 13. srpnja 1950. 15:00 (UTC-3)                               |                 |            |                                                                                                |
| Brazil                                                       | 6 – 1           | Španjolska | Estádio do Maracanã, Rio de Janeiro Broj gledatelja: ~152,000 Sudac: Reginald Leafe (Engleska) |
| Parra 15' (AG) Jair 21' Chico 29' 55' Ademir 57' Zizinho 74' | {{{izvještaj}}} | Igoa 70'   | Estádio do Maracanã, Rio de Janeiro Broj gledatelja: ~152,000 Sudac: Reginald Leafe (Engleska) |

| 13. srpnja 1950. 15:00 (UTC-3) |                 |                         |                                                                                          |
| Urugvaj                        | 3 – 2           | Švedska                 | Estádio do Pacaembu, São Paulo Broj gledatelja: ~8,000 Sudac: Giovanni Galeati (Italija) |
| Ghiggia 39' Míguez 77' 84'     | {{{izvještaj}}} | Palmér 4' Sundqvist 41' | Estádio do Pacaembu, São Paulo Broj gledatelja: ~8,000 Sudac: Giovanni Galeati (Italija) |

| 16. srpnja 1950. 15:00 (UTC-3)        |                 |            |                                                                                                |
| Švedska                               | 3 – 1           | Španjolska | Estádio do Pacaembu, São Paulo Broj gledatelja: ~11,000 Sudac: Karel van der Meer (Nizozemska) |
| Sundqvist 15' Mellberg 34' Palmér 79' | {{{izvještaj}}} | Zarra 82'  | Estádio do Pacaembu, São Paulo Broj gledatelja: ~11,000 Sudac: Karel van der Meer (Nizozemska) |

| 16. srpnja 1950. 15:00 (UTC-3) |                 |            |                                                                                               |
| Urugvaj                        | 2 – 1           | Brazil     | Estádio do Maracanã, Rio de Janeiro Broj gledatelja: ~200,000 Sudac: George Reader (Engleska) |
| Schiaffino 66' Ghiggia 79'     | {{{izvještaj}}} | Friaça 47' | Estádio do Maracanã, Rio de Janeiro Broj gledatelja: ~200,000 Sudac: George Reader (Engleska) |

## Strijelci
| 9 golova - Ademir (BRA) 5 golova - Estanislao Basora (ESP) - Oscar Míguez (URU) 4 gola - Francisco Aramburu "Chico" (BRA) - Telmo Zarraonaindía (ESP) - Alcides Ghiggia (URU) 3 gola - Karl-Erik Palmér (SWE) - Stig Sundqvist (SWE) - Juan Alberto Schiaffino (URU) - Kosta Tomašević (YUG) 2 gola - Baltazar (BRA) - Jair (BRA) - Zizinho (BRA) - Atilio Cremaschi (CHI) - Riccardo Carapellese (ITA) - Sune Andersson (SWE) - Hasse Jeppson (SWE) - Jacques Fatton (SUI) - John Souza (USA) - Željko Čajkovski (YUG) | 1 gol - Alfredo (BRA) - Friaça (BRA) - Maneca (BRA) - Andrés Prieto (CHI) - George Robledo (CHI) - Fernando Riera (CHI) - Wilf Mannion (ENG) - Stan Mortensen (ENG) - Ermes Muccinelli (ITA) - Egisto Pandolfini (ITA) - Horacio Casarín (MEX) - Héctor Ortíz (MEX) - Atilio López (PAR) - César López (PAR) - Silvestre Igoa (ESP) - Bror Mellberg (SWE) - René Bader (SUI) - Jean Tamini (SUI) - Joe Gaetjens (USA) - Frank Wallace (USA) - Julio Pérez (URU) - Obdulio Varela (URU) - Ernesto Vidal (URU) - Stjepan Bobek (YUG) - Tihomir Ognjanov (YUG) |

## Stadioni
Šest gradova ugostilo je natjecanje:
- Belo Horizonte, Estadio Sete de Setembro
- Curitiba, Estádio Durival de Britto
- Porto Alegre, Estádio dos Eucaliptos
- Recife, Estádio Ilha do Retiro
- Rio de Janeiro, Estádio do Maracanã
- São Paulo, Estádio do Pacaembu